# مثل أعلى (أخلاقيات)

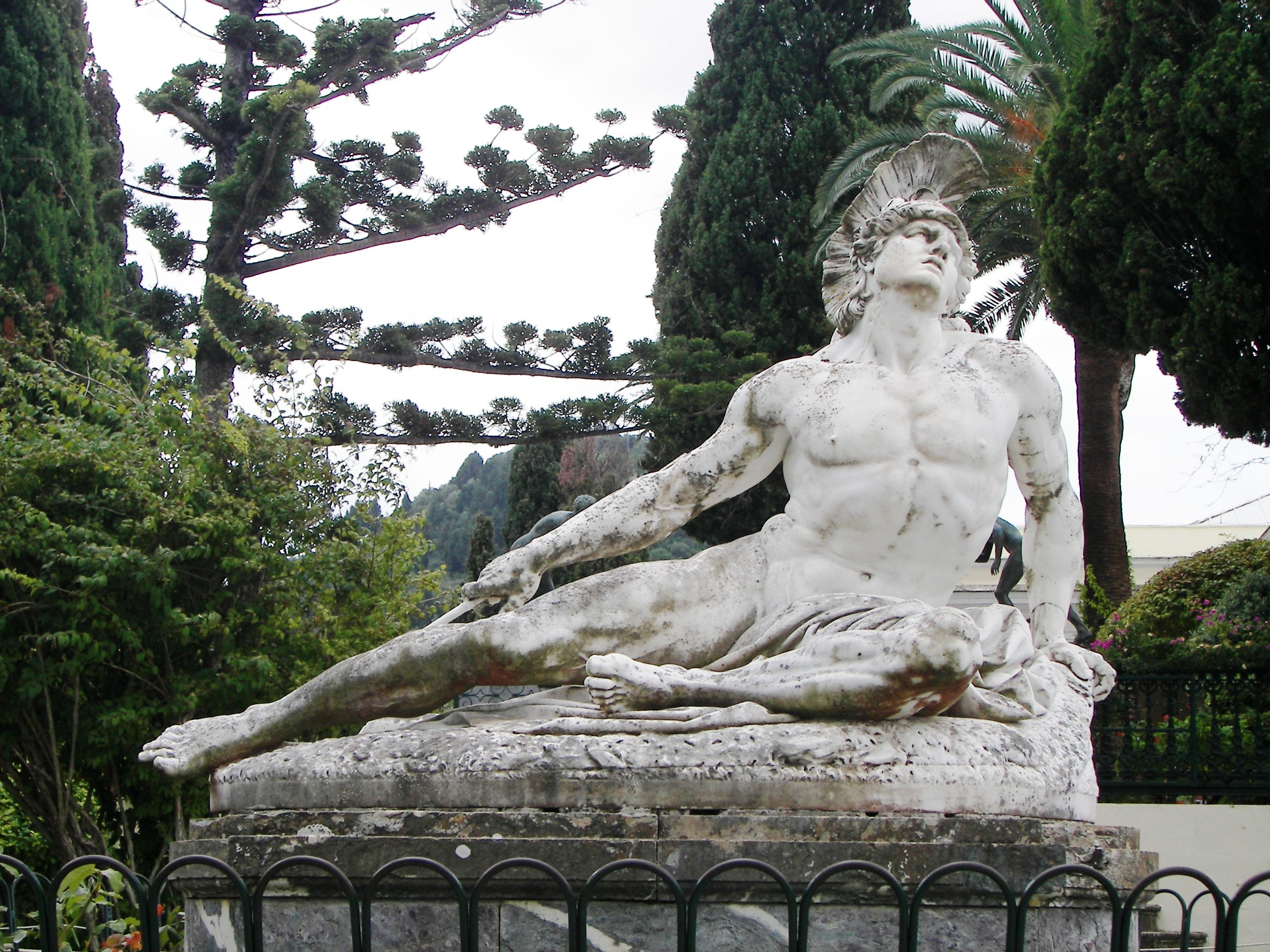
شخصية البطل أخيل، وهي شخصية ذُكرت في أعمال الإغريق القدامى مثل الإلياذة. عُرف أخيل بنزعته المثالية عبر شجاعته الهادفة وحسّه العالي بالشرف الشخصي.

المثل الأعلى هو مبدأ أو قيمة يسعى الإنسان إلى تحقيقها بصفتها هدفًا من أهدافه، ويمنحها الأولوية على الاهتمامات أو الشؤون الأخرى التي تتميز بقيمة معنوية أقل. تشمل المصطلحات الأخرى المتعلقة بالإيمان العام بالمثل العليا أمورًا مثل المثالية الأخلاقية ومثالية الآداب والمثالية المبدئية. يصر المثالي، سواءً أكان مثاليًا أخلاقيًا أم مثاليّ الآداب العامة أم مثاليًّا مبدئيًا، على اعتناق مُثلٍ عليا حتى لو كانت تكلفة عواقب الالتزام بهذه المثل كبيرةً.
هناك علاقة جوهرية بين المصطلحين «مثالية» و«أخلاقية» في سياق علم الأخلاقيات، وهو ما يذكره الفيلسوف راشورث كيدر الذي أوضح أن «تشمل التعاريف المعيارية للأخلاقيات عادة عبارات مثل علم الشخصية الإنسانية المثالية». بصرف النظر عن تأصل المثل العليا، أي سواءً أكانت أخلاقيات دينية أم أخلاقيات علمية، يفيد استقطاب المثل العليا النسبي لدى الإنسان في الدلالة على مدى الإخلاص أو التفاني الأخلاقي لدى هذا الكيان.
هناك الكثير من المدارس الفلسفية التي تشدّد على وجهات النظر المثالية، مثل الأخلاق المسيحية والأخلاق اليهودية وأخلاقيات المدرسة الأفلاطونية المحدثة. تشمل المثالية في العلاقات الدولية عمومًا الدفاع عن المؤسسات التي تنفّذ الإجراءات السياسية الدولية، مثل تطبيق القانون الدولي سعيًا لتجنّب الحروب.
توجد عدة قضايا في مجال تحليل الأخلاقيات المثالية. يعتقد الباحث تيري إيغلتون أن معقولية التطبيق العملي لبعض المثل العليا قد يتناقض في النهاية مع صحّة تلك المثل ومشروعيّتها من الناحية المنطقية. انتقد الفيلسوف الأمريكي ريتشارد رورتي فكرة المثل الثابتة غير المتغيّرة، والموجودة بصورة شبه منفصلة عن الطبيعة البشرية أساسًا. في السياق السياسي أيضًا، ادعى الباحث جيرالد غاوس أن بعض التأثيرات المعينة للمثالية تدفع الأفراد إلى السعي وراء المثالية السياسية المستحيلة، وتجاهل المكوّنات المناصرة للسياسة العملية، فتعيق تلك المثل التقدم الإضافي والهادف.

## خلفية وتاريخ

### تطبيقات مصطلحات أخرى مختلفة
هناك بعض التعقيد بخصوص المصطلح «مثالية» وتصنيف الأفراد و/أو الجماعات بـ«المثالية» أو المعارِضة للمثالية، سواءً أكان هذا التصنيف نابعًا من الذات أم لا. انطلاقًا من مفهوم الفكر الما ورائي، توصف «المثالية» عمومًا بالفكر المتمركز حول وجهة نظر معينة للواقع الموضوعي مقابل الواقع المُدرك، والسؤال حول وجود المعرفة الممكنة بصورة مستقلة أم مرتبطة حصريًا بالتجارب التي يختبرها العقل ويناقشها. عُرف عددٌ من الفلاسفة، حتى ضمن المجال الفكري السابق، بالمثالية، خصوصًا أولئك الذين تميّزوا بوجهات نظرٍ دقيقة جذبت مقدارًا كبيرًا من الجدل.
طُبّق مصطلح «مثالي» أيضًا على مؤسسات مثل الكنائس المستقلة والجماعات الناشطين الاجتماعيين والأحزاب السياسية والدول القومية وغيرها. تعمل المثل العليا لدى الكائن بمثابة دليل إرشادي حازم في عملية صنع القرار، مع الأخذ بالحسبان احتمال التضحية وتحمّل خسارة ما إثر هذا القرار. تؤلّف المثل العليا مبادئًا ضبابيّة لا تمتلك تعريفًا واضحًا ومحددًا، لكنها ذات تأثيرٍ كبير، وليست مجرّد خيارٍ شخصي، بل اتجاهًا اجتماعيًا أوسعًا على مستوى الحضارة بأكملها. أثارت المثل عليا، في سياق الموضوع، نقاشات من الناحيتين البحثية والعامة، وتشمل مجالات متنوعة مثل الفلسفة التاريخية والمعاصرة.
يُعدّ تطبيق المصطلح «مثالي» فضفاضًا في اللغة العاميّة، ويصف ظروفًا أو حوادثًا متنوّعة وفق سياقات متفاوتة جدًا في اختلافها. فعلى سبيل المثال، ينطبق وصف «مثالي» في مجال الطهي على مقاديرٍ أو درجات حرارة أو أزمنة تحضير معينة. تختلف هكذا استخدامات للمصطلح عن المفهوم التاريخي والاجتماعي لمصطلح «المثالية الأخلاقية».

### التعاريف والمبررات
ادعى المفكر الإغريقي أفلاطون أن المثل العليا توجد بصورة مستقلة عن البشرية، ووفق ذلك، مهمة المنطق هي اكتشاف تلك المثل بدلًا من إيجادها أو خلقها.

استشهد الباحث الأمريكي نيكولاس رشر بالفلسفة القديمة ليوضّح أن الطبيعة الماورائية للمثل العليا مكانةً مميزة بصفتها «قصصًا متخيّلة مفيدة» في ضوء وجودها الخاص أساسًا، وجاء في كتابه المثالية الأخلاقية: استكشاف طبيعة ووظيفة المثل العليا:
لا يكمن «واقع» المثل الأعلى في إدراكه موضوعيًا ضمن مجال منفصل، بل في قوته الدافعة التكوينية للفكر الإنساني والأفعال المُتخذة على أساسه في هذا العالم غير المثالي. لا يوجد الباعث على المثالية وفق هذا النحو، ولا يمكن أن يوجد أساسًا. أما ما يُطرح فهو قضية وجود هذا الباعث، الموجود في فكر الإنسان فقط (بصورة ملائمة للأفكار)، والذي يمارس على تفكيرنا دور قوّة تنظيمية وتحفيزية فعّالة، توفّر معيار ما يستحق التقدير ويدفع على اتخاذ الإجراء.
مع هذا، أكّد العديد من المفكرين أن المثل العليا تكوّن أشياءً لا بدّ من وجودها في العالم الحقيقي، وتمتلك جوهرًا يمكن اعتباره –جزئيًا– بمثابة الجسد والدم لدى البشر والكائنات الحقيقية المشابهة. يُعدّ الفيلسوف الإغريقي البارز أفلاطون مثالًا واضحًا عن وجهة النظر تلك. تمثّل المثل العليا، من وجهة نظر أفلاطون، أشياءً تامّة في ذاتها اكتشفتها البشرية عبر المنطق بدلًا من ابتكارها من العدم لتحقيق غايات محدودة. لهذا السبب، تمتلك المثل العليا نوعًا من الاستقلال الماورائي وفقًا لأفلاطون، مع أن وجودها يرتبط بالعقل البشري.

عرّف الفيلسوف الأمريكي رالف بارتون الأخلاقية المثالية، مع الأخذ بالحسبان بعض التعريفات المتخصصة، بأنها نتاج وجهة نظر معينة حول المعرفة بحد ذاتها، قائلًا في كتابه الاقتصاد الأخلاقي:
«المثالية الأخلاقية هي تفسير الحياة على نحو يتّسق مع الحقيقة الأخلاقية والعلمية والماورائية. تسعى المثالية الأخلاقية لتسويغ أقصى حدود الأمل من دون تشويه واقع الحقيقة أو المساومة عليه. وفق ذلك، لا تتسق المثالية الأخلاقية مع روح العصر الليبرالية والعقلانية فحسب، بل تتسق أيضًا مع الدافع الرئيس المحرّك للدين. لا يمكن للدين أن يوجد… إذا لم يوجد العقل المتفتّح وغير المتحيّز، والإصرار الذي لا يقهر.»
وضعت التحليلات الأكاديمية المعاصر في الدوريات العلمية، مثل Academia Revista Latinoamerica de Administracion، تعريفات للمثالية في سياق صنع القرار الاجتماعي، وركّزت تلك التعريفات على الطبيعة العملية للاختيارات الأخلاقية. جاء في إحدى الدراسات:
«تهتّم المثالية برفاه الآخرين. يرى الأشخاص ذوي الحسّ المتدني بالمثالية أن إيذاء الآخرين لا يمكن تجنّبه دائمًا، وأن الأذى قد يكون ضروريًا لخلق الخير… في المقابل، يفترض الأشخاص ذوي الحس العالي بالمثالية أن إيذاء الآخرين خيارٌ يمكن تجنبه دائمًا، وأن الاختيار بين أقلّ الأمرين شرًا اختيارٌ غير أخلاقي. بمعنى آخر، يرى المثاليّ أن الفضيلة ناتجة عن عدم إيذاء الآخرين».
عُرّفت المثالية الأخلاقية مرارًا عبر موازنتها مع مبدأ النسبية الأخلاقية، أو عبر تعارضها المباشر مع الأخيرة. ارتبط مبدأ النسبية الأخلاقية بالشكوكيّة الفلسفية، وهي تساؤل الفرد عن قيمة المبادئ الثقافية المشتركة بين الأفراد. يوضح الباحثون أن الشخص النسبيّ يحاكم الفضيلة وفقًا للظروف الراهنة. أُطلق على الأشخاص شديدي الإيمان بالمعتقدات المثالية وضعيفي الحسّ النسبيّ اسم «المُطْلَقيّون»، أما الأشخاص ذوي المبادئ الساعية إلى التأليف بين المبدأين السابقين، فيُطلق عليهم اسم «الوضعيّون».